# Tatiana Sorokko
Tatiana Sorokko (em russo:  Татьяна Сорокко, nasceu em 26 de Dezembro de 1971, Arzamas-16, Rússia) é uma modelo russa, jornalista de moda e colecionadora de Haute couture.

## Carreira
Tatiana Sorokko participou de desfiles em Nova Iorque, Paris e Milão, para estilistas e marcas como Gianfranco Ferre, Chanel, Fendi, Prada,  Armani, Thierry Mugler, Valentino, Dior, Yves Saint Laurent, Issey Miyake, Yohji Yamamoto, Valentino, Balenciaga, Marc Jacobs, Gianni Versace, Nina Ricci, Hermès, Sonia Rykiel, Kenzo, Givenchy, Alexander McQueen, Bill Blass, Oscar de la Renta, Donna Karan, Michael Kors, Vivienne Westwood e Christian Lacroix, entre outros.
Seus trabalhos em capas de revistas incluem fotos para Cosmopolitan, Elle, Harper's Bazaar, Vogue, Marie Claire, Glamour e Paper; em anúncios de impressão para Pantene, Ungaro, Yves Saint Laurent e Versace, entre outros.